# Tsjechië op de Europese kampioenschappen atletiek 2010
Tsjechië werd vertegenwoordigd door 40 atleten op de Europese kampioenschappen atletiek 2010.

## Deelnemers
| Onderdeel            | Mannen                                                         | Vrouwen                                                                          |
| -------------------- | -------------------------------------------------------------- | -------------------------------------------------------------------------------- |
| 100m                 | Jan Veleba                                                     | Kateřina Čechová                                                                 |
| 200m                 | Petr Szetei Jiří Vojtík                                        | Denisa Rosolová                                                                  |
| 400m                 |                                                                | Jitka Bartoničková Denisa Rosolová                                               |
| 800m                 | Jakub Holuša                                                   | Lenka Masná                                                                      |
| 3000m steeple        |                                                                | Marcela Lustigová                                                                |
| 110m horden          | Martin Mazáč Petr Svoboda                                      |                                                                                  |
| 100m horden          |                                                                | Lucie Škrobáková                                                                 |
| 400m horden          | Josef Prorok Michal Uhlík                                      | Zuzana Bergrová Zuzana Hejnová Kristina Volfová                                  |
| 20km snelwandelen    |                                                                | Lucie Pelantová Zuzana Schindlerová                                              |
| Hoogspringen         | Jaroslav Bába                                                  |                                                                                  |
| Polsstokhoogspringen | Michal Balner Jan Kudlička                                     | Romana Maláčová                                                                  |
| Verspringen          | Roman Novotný                                                  |                                                                                  |
| Kogelstoten          | Remigius Machura Antonín Žalský                                | Jana Kárníková                                                                   |
| Discuswerpen         | Libor Malina Jan Marcell                                       | Věra Cechlová                                                                    |
| Hamerslingeren       |                                                                | Lenka Ledvinová Kateřina Šafránková                                              |
| Speerwerpen          | Petr Frydrych Jakub Vadlejch Vítězslav Veselý                  | Jarmila Klimešová                                                                |
| Zevenkamp            |                                                                | Kateřina Cachová Eliška Klučinová                                                |
| 4x400m               | Jakub Holuša Josef Prorok Petr Szetei Michal Uhlík Jiří Vojtík | Jitka Bartoničková Zuzana Bergrová Zuzana Hejnová Denisa Rosolová Jana Slaninová |

## Resultaten

### 100m

#### Mannen
- Jan Veleba
  - Ronde 1: 10.68 (NQ)

#### Vrouwen
- Kateřina Čechová
  - Reeksen: 11,69 (NQ)

### 110m horden mannen
- Martin Mazáč
  - Reeksen: 20ste in 13,87 (NQ)
- Petr Svoboda
  - Reeksen: 3de in 13,50 (Q)
  - Halve finale: 2de in 13,44 (Q)
  - Finale: 6de in 13,57

### 100m horden vrouwen
- Lucie Škrobáková
  - Reeksen: 10de in 13,15 (q)
  - Halve finale: 11de in 13,10 (NQ)

### 200m mannen
- Petr Szetei
  - Reeksen: 21ste in 21,06 (NQ)
- Jiří Vojtík
  - Reeksen: 20ste in 21,02 (NQ)

### 400m vrouwen
- Jitka Bartoničková
  - Reeksen: 17de in 54,16 (NQ)
- Denisa Rosolová
  - Reeksen: 7de in 52,34 (Q)
  - Finale: 5de in 50,90

### 400m horden

#### Mannen
- Josef Prorok
  - Reeksen: 49,97 (PB) (Q)
  - Halve finale: 7de in 50,13 (q)
  - Finale: 6de met 49,68 (PB)
- Michal Uhlík
  - Reeksen: 50,47 (SB) (q)
  - Halve finale: 13de in 51,06 (NQ)

#### Vrouwen
- Zunzana Hejnova
  - Ronde 1: 55.36 (Q)
  - Halve finale: 2de in 54,61 (Q)
  - Finale: 4de in 54,30
- Zuzana Bergrova
  - Ronde 1: 56.55 (q)
  - Halve finale: 15de in 57,41 (NQ)
- Kristina Volfova
  - Ronde 1: 58.42 (NQ)

### 800m

#### Mannen
- Jakub Holuša
  - Reeksen: 1.47,94 (Q)
  - Halve finale: 8ste in 1.48,27 (Q)
  - Finale: 5de in 1.47,45

#### Vrouwen
- Lenka Masná
  - Ronde 1: 1:59.71 (PB) (Q)
  - Finale: 6de in 1.59,91

### 3000m steeple
- Marcela Lustigová
  - Reeksen: 10.05,22 (NQ)

### 20km snelwandelen vrouwen
- Lucie Pelantová: 16de in 1:41.35

### 4x400m vrouwen
- Reeksen: 10de in 3.31,91(NQ)

### Kogelstoten

#### Mannen
- Remigius Machura
  - Kwalificatie: 19de met 18,71m (NQ)
- Antonín Žalský
  - Kwalificatie: 8ste met 19,93m (q)
  - Finale: 8ste met 20,01m

#### Vrouwen
- Jana Karnikova
  - Kwalificatie: 15,56m (NQ)

### Discuswerpen

#### Mannen
- Libor Malina
  - Kwalificatie: 32ste met 53,64m (NQ)
- Jan Marcell
  - Kwalificatie: 23ste met 58,95m (NQ)

#### Vrouwen
- Vera Cechlova
  - Kwalificatie: niet deelgenomen

### Hoogspringen mannen
- Jaroslav Bába
  - Kwalificatie: 2,26m (Q)
  - Finale: 5de met 2,26m

### Speerwerpen

#### Mannen
- Petr Frydrych
  - Kwalificatie: 10de met 77,56m (q)
  - Finale: 10de met 77,30m
- Jakub Vadlejch
  - Kwalificatie: 16de met 76,04m (NQ)
- Vítězslav Veselý
  - Kwalificatie: 9de met 77,76m (q)
  - Finale: 9de met 77,83m

#### Vrouwen
- Jarmila Klimešová
  - Kwalificatie: 58,45m (q)
  - Finale:  met 65,36m

### Hamerslingeren vrouwen
- Lenka Ledvinová
  - Kwalificatie: 60,74m (NQ)
- Kateřina Šafránková
  - Kwalificatie: 62,63m (NQ)

### Polsstokhoogspringen

#### Mannen
- Michal Balner
  - Reeksen: 13de met 5,60m (NQ)
- Jan Kudlička
  - Reeksen: 3de met 5,65m (SB) (Q)
  - Finale: 10de met 5,60m

#### Vrouwen
- Romana Maláčová
  - Finale: 5de met 4,65m

### Verspringen mannen
- Roman Novotný
  - Kwalificatie: 11de met 8,00m (Q)
  - Finale: 12de met 7,65m

### Zevenkamp
- Kateřina Cachová
  - 100m horden: 13,96 (984ptn)
  - Hoogspringen: 1,77m (941ptn)
  - Kogelstoten: 11,25m (SB) (612ptn)
  - 200m: 24,76 (PB) (909ptn)
  - Verspringen: 6,12m (SB) (887ptn)
  - Speerwerpen: 42,22m (SB) (710ptn)
  - 800m: 2.16,79 (SB) (868ptn)
  - Eindklassement: 17de met 5911ptn (PB)

- Eliška Klučinová
  - 100m horden: 14,42 (920ptn)
  - Hoogspringen: 1,80m  (978ptn)
  - Kogelstoten: 14,05m (797ptn)
  - 200m: 25,09 (879ptn)
  - Verspringen: 6,30m (PB) (943ptn)
  - Speerwerpen: 44,07m (746ptn)
  - 800m: 2.12,82 (PB) (924ptn)
  - Eindklassement: 7de met 6187ptn

Albanië · Andorra · Armenië · Azerbeidzjan · België · Bosnië en Herzegovina · Bulgarije · Cyprus · Denemarken · Duitsland · Estland · Finland · Frankrijk · Georgië · Gibraltar · Griekenland · Groot-Brittannië · Hongarije · Ierland · IJsland · Israël · Italië · Kroatië · Letland · Liechtenstein · Litouwen · Luxemburg · Macedonië · Malta · Moldavië · Monaco · Montenegro · Nederland · Noorwegen · Oekraïne · Oostenrijk · Polen · Portugal · Roemenië · Rusland · San Marino · Servië · Slovenië · Slowakije · Spanje · Tsjechië · Turkije · Wit-Rusland · Zweden · Zwitserland